# Jordi Boquet i Blanch
Jordi Boquet i Blanch   (Mataró, 1928 - 24 de desembre de 2011) fou un pilot de motociclisme català. Des de ben jove va ser un apassionat del motor i se'l coneixia per haver participant en nombrosos ral·lis (tant individuals com per equips, amb motocicleta, cotxe i sidecar) i per haver fet de stayer de Guillem Timoner, qui després guanyaria diversos campionats mundials de ciclisme darrere moto. A banda, competí també en curses de resistència i motocròs.
Habitual dels ral·lis d'ençà de 1948, Boquet fou un dels participants més fidels a l'històric Ral·li Mataró-Girona-Mataró, competició que durant anys unia ambdues ciutats mitjançant carreteres secundàries. El novembre de 2011, poc abans de morir, participà en la commemoració del seixantè aniversari de la primera edició d'aquest ral·li, essent-hi homenatjat pel Motor Club Mataró. Al llarg de la seva vida rebé altres distincions, com ara la medalla a la Constància de l'Ajuntament de Mataró (1979), la medalla d'argent al Mèrit Esportiu de la RFME (1982) i una placa de reconeixement de la delegació de la RFME a Barcelona (1983).
Retirat a mitjan dècada de 1980, Jordi Boquet va fundar una botiga de motocicletes de referència a Mataró, Motos Boquet.